# Rovelló
|  | Per a altres significats, vegeu «Rovelló (desambiguació)». |

|  | No s'ha de confondre amb Pinetell. |

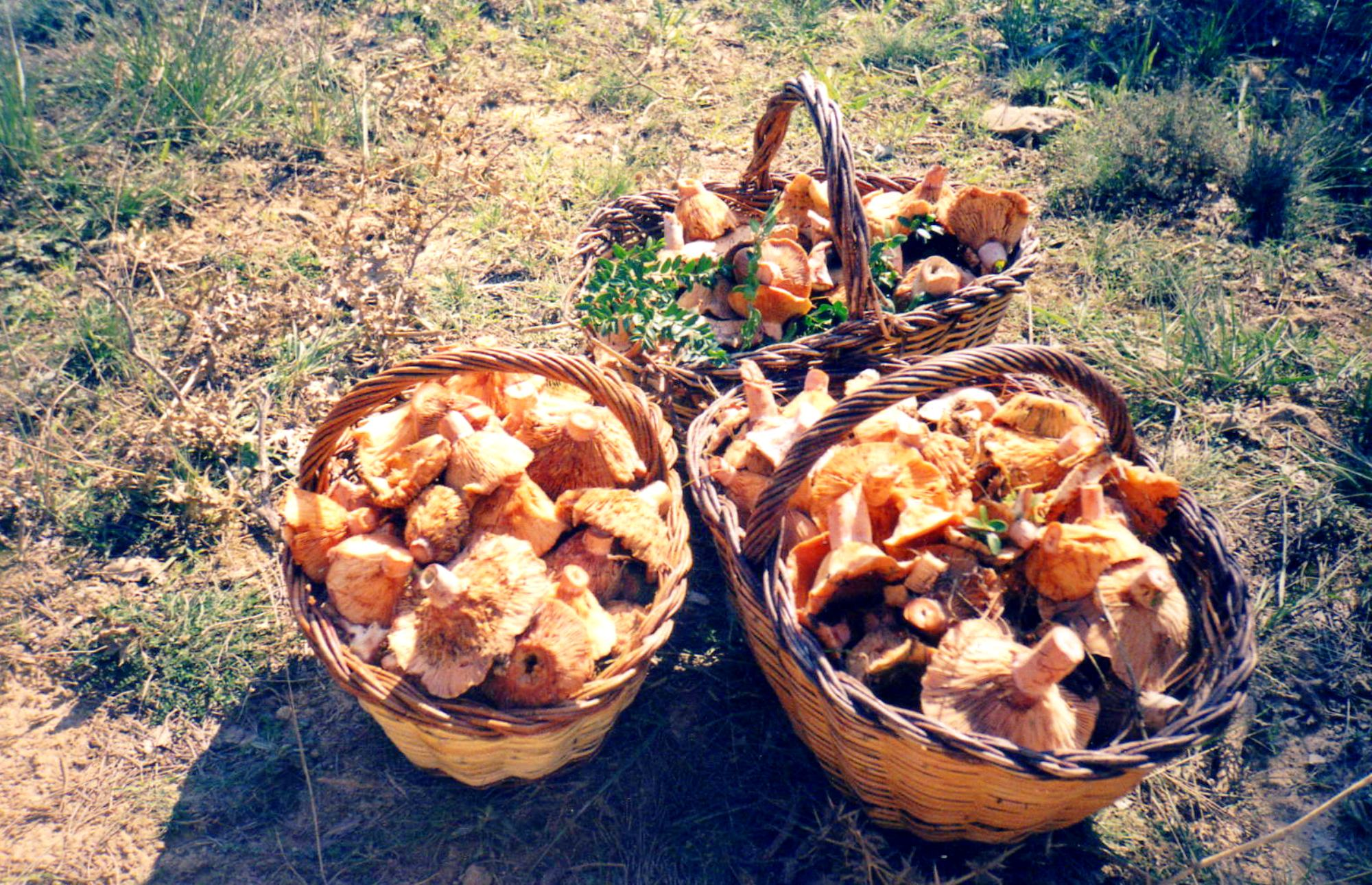
Cistells de rovellons que s'utilitzen tradicionalment a la cuina catalana

El rovelló, esclata-sang, pebràs, pinenc, pinatenca o paratge (Lactarius sanguifluus, del llatí lactarius, 'que té llet' i sanguifluus, 'que raja sang') és una espècie de fong de l'ordre dels russulals (Russulales), família de les russulàcies. És un dels bolets més apreciats gastronòmicament a les illes Balears, Catalunya i el País Valencià.
Al Berguedà, Barcelona i els vallesos se solen confondre amb els pinetells (Lactarius deliciosus), també molt apreciats gastronòmicament. Ambdós són, sens dubte, els bolets de bosc comestibles més coneguts a Catalunya.
No s'ha de confondre amb la lleterola de llet groga (Lactarius chrysorrheus), bolet tòxic, aparentment com el rovelló, però més petit i amb un color més clar i que quan es trenca en surt llet blanca.

## Descripció
Lactarius sanguifluus es caracteritza per desprendre, quan es talla, un líquid de color vinós que podria semblar sang o òxid (rovell) que en poc temps es torna de color verdós. D'aquí el nom amb què se'l coneix. Els bolets més joves tenen el barret convex, però a mesura que creix, s'aplana i acaba en forma d'embut. Les làmines són fines, atapeïdes i decurrents pel peu. El peu, rabassut, sol estar tacat.

## Gastronomia
El làtex, si se n'han menjat força, pot acolorir l'orina però no té cap efecte nociu. Tradicionalment, la seva recol·lecció era una activitat de temporada i d'importància reduïda, reservada a la gent que vivia a les muntanyes. Actualment, però, ha esdevingut una espècie d'esport als pobles de muntanya.

## Hàbitat
Es fa en pinedes de sòl calcari sobretot a la regió mediterrània, mentre que el pinetell es fa a tot Europa. Vol la calor i és propi de boscos assolellats i de terres baixes. L. sanguifluus es va fent més rar a mesura que augmenta l'altitud i L. deliciosus és més freqüent a terra baixa i a les obagues. La dependència que tenen els pins respecte a les micorrizes (hifes o filaments dels fongs que proporcionen aigua amb sals minerals a canvi d'aliment) és total perquè el seu sistema radicular amb una ramificació fina poc desenvolupada no els permet viure a la natura sense els seus fongs associats.
Les rovelloneres són llocs on solen sortir els bolets de forma abundant per ser llocs on hi ha un extens miceli ocupant el substrat i que cada temporada "floreix" amb els cobdiciats bolets.
Quan el bolet ha estat envaït pel paràsit Hypomyces lateritius i ha quedat desproveït de làmines llavors s'anomena rovellola, rovellona o mare de rovelló.
Hi ha d'altres bolets emparentats que contenen el nom rovelló:
- Rovelló de cabra (Lactarius torminosus)
- Rovelló vinader (Lactarius vinosus)
- Rovelló de roure